# Карпенко, Игорь Васильевич (хоккеист)
Игорь Васильевич Карпенко (укр. Ігор Васильович Карпенко, родился 23 июля 1976 в Киеве) — украинский хоккеист, вратарь.

## Карьера

### Клубная
Начинал свою карьеру в качестве игрока киевского «Сокола» в рамках чемпионата Межнациональной хоккейной лиги с 1993 по 1996 годы. В ходе Драфта НХЛ 1995 года был задрафтован в восьмом раунде под номером 185 командой «Анахайм Дакс», однако ни разу не сыграл за неё. С 1996 по 1999 годы выступал в США в низших лигах: в Международной хоккейной лиге выступал за «Лас-Вегас Тандер», в Объединённой хоккейной лиге за «Порт-Гурон Бордер Кэтс», в Американской хоккейной лиге за «Сэйнт-Джон Флэймз» и в Восточноамериканской хоккейной лиге за «Джонстаун Чифз».
Летом 1999 года перешёл в магнитогорский «Металлург», с которым выиграл Еврохоккейлигу в сезоне 1999/2000 и чемпионат России в сезоне 2000/2001. В сезоне 2003/2004 дошёл до финала чемпионата России, но проиграл там омскому «Авангарду». В сезоне 2004/2005 уже выступал за ХК «МВД» из Твери и помог ему выйти в Суперлигу, выиграв Высшую лигу. Позднее выступал снова за киевский «Сокол» в рамках Белорусской Экстралиги. В сезоне 2006/2007 перешёл в минское «Динамо», с которым завоевал титул чемпиона Беларуси: 17 игр провёл без пропущенных шайб. С 2007 по 2011 выступал снова за киевский «Сокол» в рамках Высшей лиги, а в сезона 2011/2012 играл за киевский «Беркут» в Профессиональной хоккейной лиге Украины.

### В сборной
В сборной до 18 лет дебютировал в 1993 году в группе C, в 1995 и 1996 годах дебютировал в молодёжной сборной. В национальной сборной выступает с 2000 года, отыграл на всех чемпионатах мира до 2009 года (не считая 2005) и сыграл на Олимпиаде в Солт-Лейк-Сити.

## Титулы
- Член символической сборной чемпионата мира по хоккею 1995 среди молодёжи
- Победитель Европейской хоккейной лиги 1999/2000
- Чемпион России 2000/2001
- Вице-чемпион России 2003/2004
- Чемпион Высшей лиги 2004/2005
- Чемпион Украины 2006
- Чемпион Беларуси 2007